# اینداتزو
اینداتزو (به اسپانیایی: Indauchu) یک منطقهٔ مسکونی در اسپانیا است که در بیلبائو واقع شده‌است. اینداتزو ۲۷٬۲۷۷ نفر جمعیت دارد.